# Dno podwójne

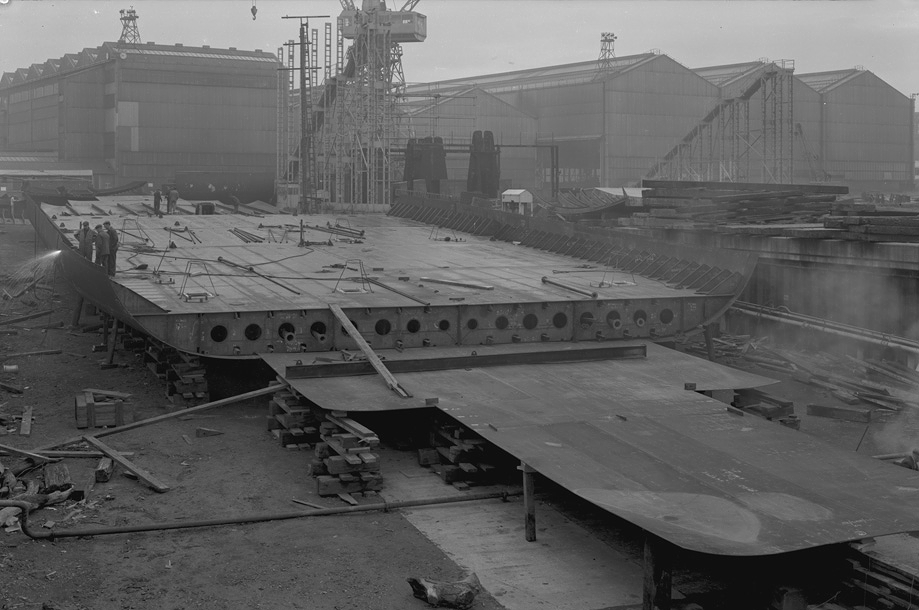
Dno podwójne w budowie

Dno podwójne – element kadłuba statku wodnego składający się z poszycia dna zewnętrznego, usztywnień (denniki, wzdłużniki denne) oraz poszycia dna wewnętrznego. Dno wewnętrzne, przyspawane do górnej powierzchni denników i wzdłużników, usztywnia strukturę, pozwalając na zastosowanie denników i wzdłużników o mniejszej wysokości.
Przestrzeń dna podwójnego, podzielona grodziami, jest wykorzystywana jako zbiorniki paliwa (o ile pozwalają na to przepisy), wody balastowej oraz słodkiej i inne.
W przypadku wejścia statku na mieliznę i uszkodzenia dna zewnętrznego, dno podwójne zabezpiecza pozostałą część  kadłuba przed dostaniem się wody.